# Wicken Bonhunt
Wicken Bonhunt – wieś i civil parish w Anglii, w hrabstwie Essex, w dystrykcie Uttlesford. Leży 33 km na północny zachód od miasta Chelmsford i 56 km na północny wschód od Londynu. W 2011 roku civil parish liczyła 223 mieszkańców.